# Iglesia de Santa María (Secunderabad)
La Iglesia de Santa María es la más antigua iglesia católica en la ciudad de Secunderabad, en el estado de Andhra Pradesh en la India. Antiguamente, era la catedral de la archidiócesis de Hyderabad. Está dedicada a la Virgen María. Junto a la iglesia se encuentra el convento de Santa Ana que incluye la Escuela Secundaria localmente famosa de Santa Ana de Secunderabad.
La iglesia comenzó con el trabajo del padre Daniel Murphy entre los católicos irlandeses en el ejército británico. Él llegó a la India en 1839, e inició la construcción de la iglesia de Santa María, como una catedral en 1840. Fue terminada y bendecida en 1850, y fue en ese tiempo la iglesia más grande en el estado de Hyderabad. La iglesia dejó de ser una catedral en 1886, cuando la sede fue trasladada de Secunderabad a Hyderabad.